# Yukari Yoshihara
Yukari Umezawa (梅沢 由香里, Umezawa Yukari, née le 4 octobre 1973) est une joueuse de go japonaise professionnelle.
Élève de Kato Masao devenue professionnelle en 1996, elle atteint le rang de 4e dan en 2000, à l'âge de 26 ans, puis de 5e dan en 2002.
Elle est conseillère technique pour le manga Hikaru no go et présente la partie go, go, igo à la fin de certaines versions de l'anime. Elle réalise aussi des programmes d'initiation au go pour la NHK.
Yukari Umezawa a épousé en 2002 le joueur professionnel de football Shin'ya Yoshihara (吉原慎也, Yoshihara Shin'ya).

## Biographie
- 1985 (à l'âge de 12 ans) : 8e place au championnat japonais amateur féminin
- 1987 (à l'âge de 14 ans) : élève de Kato Masao et insei de la Nihon Ki-in à partir de février
- janvier 1993 : fin des études d'insei à cause de la limite d'âge
- août 1993 : 3e place du tournoi Honinbō national des étudiants
- mai 1994 : Honinbō amateur de la ville de Tokyo
- novembre 1994 : remporte le cinquième tournoi international de pair-go
- mars 1995 : 3e place du championnat japonais amateur féminin
- décembre 1995 : réussite de l'examen professionnel féminin de la Nihon Ki-in
- mars 1996 : diplômée de l'université Keiō
- avril 1996 : shodan (début en tant que professionnelle)
- juillet 1998 : 2e dan
- août 1999 : 3e dan
- juin 2000 : 4e dan
- septembre 2002 : 5e dan
- 2002 : finaliste du 4e tournoi féminin du plus fort joueur pro (女流プロ最強戦)
- 2004 : 22e prix de l'association du go à la télévision
- mai 2005 : entre dans l'équipe de direction de la fédération internationale de go
- février 2007 : obtient son premier titre, le Kisei féminin, avec une victoire 2-1 contre Mannami Kana
- avril 2007 : professeur pendant un an (avril 2007 - mars 2008) à l'université Toho, dans le département de sciences de l'information
- février 2008 : défend victorieusement le titre de Kisei féminin, avec une victoire 2-0 contre Mukai Chiaki.
- février 2009 : défend une nouvelle fois le titre de Kisei féminin, avec une victoire 2-1 contre Kato Keiko
- janvier 2010 : perd cette fois son titre de Kisei contre Shei Imin, qui détient en 2010 tous les titres féminins.

## Titres
| Titre            | Années           |
| ---------------- | ---------------- |
| Titres nationaux | 3                |
| Kisei féminin    | 2007, 2008, 2009 |